# 타운 (영화)
타운(영어: The Town)은 2010년 공개된 미국의 범죄 액션 영화로 척 호건의 소설 Prince of Thieves을 원작으로 벤 애플렉이 감독과 각본을 맡았다. 2009년 8월 말부터 보스턴, 찰스타운 등을 배경으로 촬영 되었다. 미국 전역에 2010년 9월 17일에 개봉되었으며, 대한민국에서는 2011년 1월 27일에 개봉되었다. 이 영화는 2011년 미국 아카데미상 최우수 남우조연상(제러미 레너)에 후보 지명되었고, 영국 아카데미상(BAFTA) 최우수 남우조연상(피트 포스틀스웨이트)에 후보 지명되었다.

## 줄거리
범죄마저 대물림 되는 미국 최대 범죄도시 보스턴. 실패를 모르는 최고 은행 강도단의 리더 ‘더그(벤 애플렉 분)’는 우연히 자신이 인질로 잡았던 여자를 사랑하게 된다. 그녀를 사랑하게 되면서 더그는 보스턴을 벗어나 새로운 삶을 꿈꾸지만, 죽음이 아니고서는 절대 보스턴을 떠날 수 없다는 조직의 수칙이 그를 얽맨다. 결국 그는 거액이 걸린 마지막 한탕을 앞두고 조직에 대한 배신, 그리고 FBI까지 얽힌 피할 수 없는 전쟁을 선포하는데…

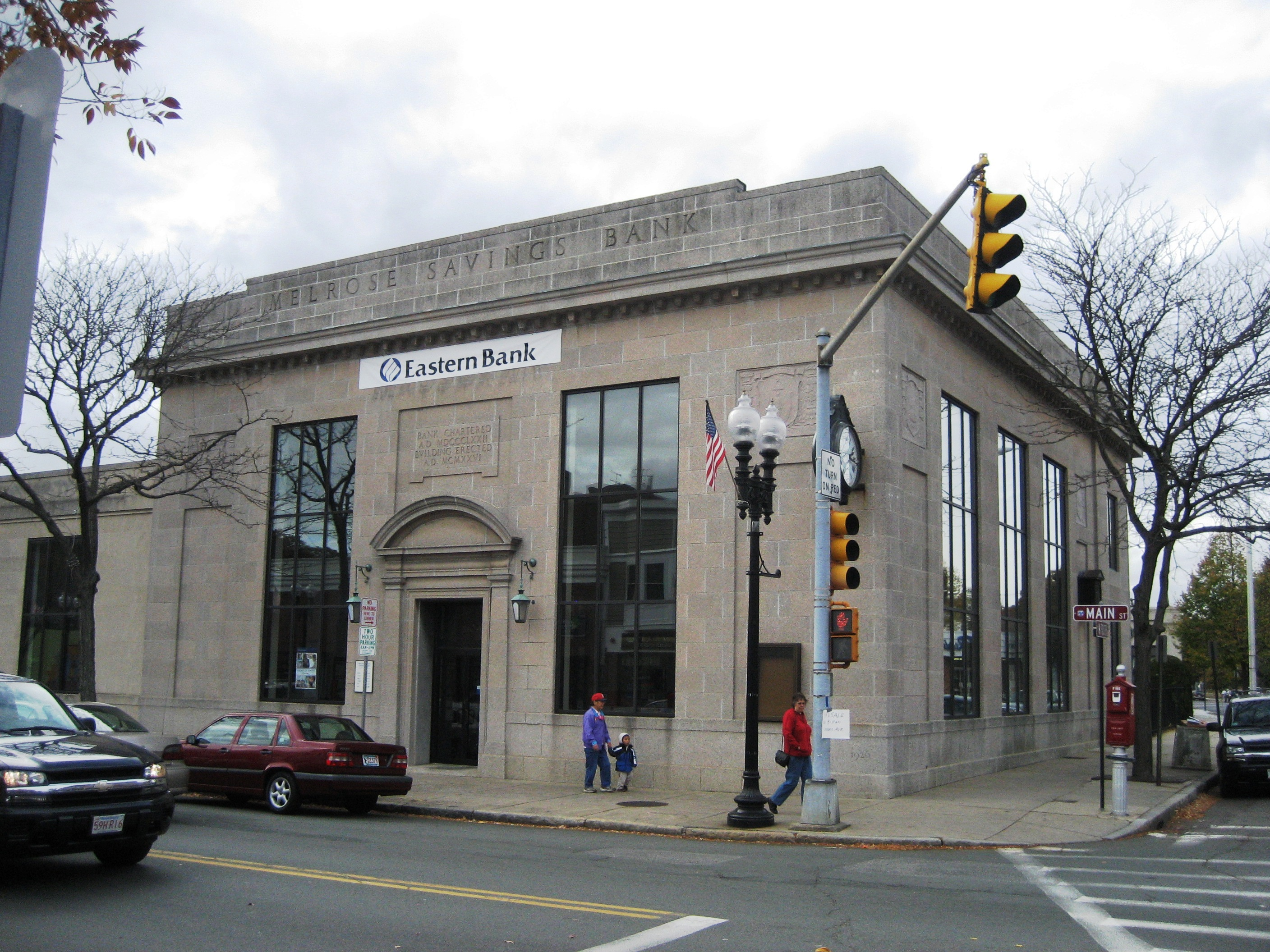
영화의 강도 장면의 무대가 된 멜로즈, 매사추세츠 주에 위치한 동부 은행 외관.

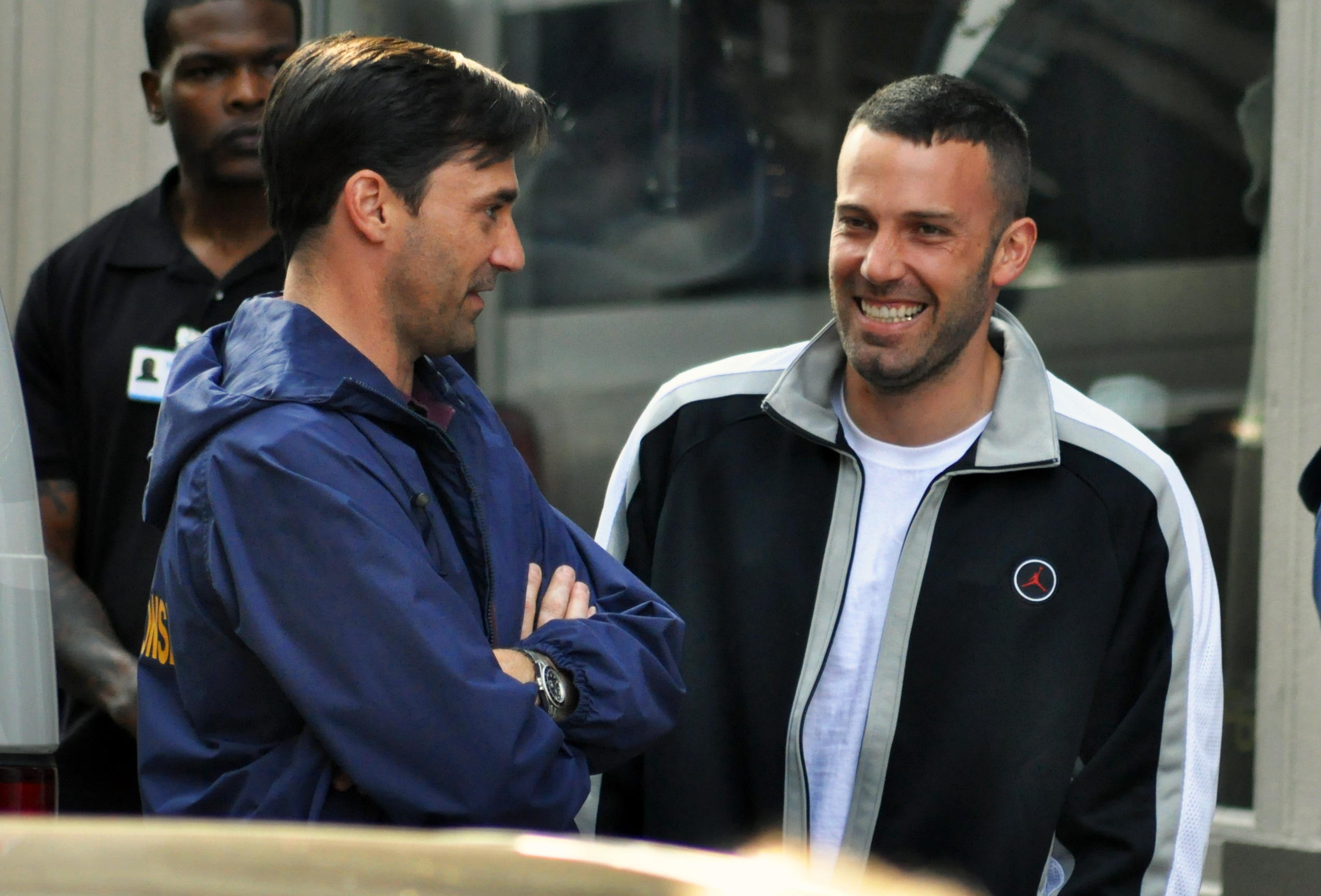
캠브리지, 매사추세츠 주에 세트장에서 존 햄과 벤 애플렉.

## 캐스팅
- 벤 애플렉 - 더글라스 "더그" 맥레이 역
- 레베카 홀 - 클레어 키세이 역
- 존 햄 - FBI 요원,아담 프롤리 역
- 제레미 레너 - 제임스 "젬" 코플린 역
- 블레이크 라이블리 - 크리스티나 "크리스" 코플린 역
- 크리스 쿠퍼 - 스티븐 맥레이 역
- 피트 포스틀스웨이트 - 퍼거스 "퍼기" 콜 역
- 슬레인 - 알버트 "글로앤시" 매글로안 역
- 오웬 버크 - 데스몬드 "데즈" 엘덴 역
- 타이터스 웰리버 - 디노 치암파 역
- 데니스 맥러플린 - 러스티 역
- 브라이언 스캔넬 - 헨리 역
- 이삭 보르도이 - 알렉스 콜라조 역
- 잭 니어리 - 아놀드 워싱턴 역
- 에드워드 오키프 - 모톤 프레비트 역
- 빅터 가버 - 데이비드 역

## 수상 및 후보 정보
| 시상식                                                 | 부문                               | 수상자                                  | 결과 |
| ------------------------------------------------------ | ---------------------------------- | --------------------------------------- | ---- |
| 달라스-포트워스 영화 비평가 협회                       | 최우수 남우조연상                  | 제레미 레너                             | 3위  |
| 덴버 영화 비평가 협회                                  | 최우수 남우조연상                  | 제레미 레너                             | 후보 |
| 휴스턴 영화 비평가 협회                                | 최우수 남우조연상                  | 제레미 레너                             | 후보 |
| 내셔널 소사이어티 오브 필름 크리틱스(전미 비평가 협회) | 최우수 남우주연상                  | 제레미 레너                             | 후보 |
| 노스텍사스 영화 비평가 협회                            | 최우수 남우조연상                  | 제레미 레너                             | 3위  |
| 샌디에이고 영화 비평가 협회                            | 최우수 남우조연상                  | 제레미 레너                             | 후보 |
| 워싱턴 D.C 아레아 영화 비평가 협회                     | 최우수 앙상블 연기상               |                                         | 후보 |
| 내셔널 보드 오브 리뷰(전미 비평가 위원회)              | TOP 10                             | 수상                                    |      |
| 내셔널 보드 오브 리뷰(전미 비평가 위원회)              | 최우수 연기 앙상블 캐스팅상        | 수상                                    |      |
| 크리틱스 초이스 영화상(미국 방송 영화 비평가 협회상)   | 최우수 작품상                      | 후보                                    |      |
| 크리틱스 초이스 영화상(미국 방송 영화 비평가 협회상)   | 최우수 캐스팅상                    | 후보                                    |      |
| 크리틱스 초이스 영화상(미국 방송 영화 비평가 협회상)   | 최우수 각본상                      | 벤 애플렉, 피터 크레이그, 아론 스톡카드 | 후보 |
| 크리틱스 초이스 영화상(미국 방송 영화 비평가 협회상)   | 최우수 액션 영화상                 |                                         | 후보 |
| 크리틱스 초이스 영화상(미국 방송 영화 비평가 협회상)   | 최우수 남우조연상                  | 제레미 레너                             | 후보 |
| 미국 아카데미상                                        | 최우수 남우조연상                  | 제레미 레너                             | 후보 |
| 골든 글로브상                                          | 영화/드라마 부문 최우수 남우조연상 | 제레미 레너                             | 후보 |
| 스크린 액터 길드 어워즈(미국 배우 조합상)              | 영화 부문 최우수 남자조연배우상    | 제레미 레너                             | 후보 |
| 새틀라이트상(국제비평가협회상)                         | 최우수 남우조연상                  | 제레미 레너                             | 후보 |
| 새틀라이트상(국제비평가협회상)                         | 최우수 각본상                      | 벤 애플렉, 피터 크레이그, 아론 스톡카드 | 후보 |
| 새틀라이트상(국제비평가협회상)                         | 최우수 감독상                      | 벤 애플렉                               | 후보 |
| 새틀라이트상(국제비평가협회상)                         | 최우수 편집상                      |                                         | 후보 |
| 영국 아카데미상                                        | 최우수 남우조연상                  | 피트 포스틀스웨이트 (사후에 후보 지명)  | 후보 |

## 같이 보기
- 하이스트 영화